# Họ Cá chiên
Họ Cá chiên (danh pháp khoa học: Sisoridae) là một họ chứa 17 chi với khoảng 200 loài cá da trơn.

## Phân loại
- Phân họ Sisorinae
  - Bagarius
  - Gagata
  - Gogangra
  - Nangra
  - Sisor
- Phân họ Glyptosterninae
  - Tông Glyptothoracini
    - Glyptothorax

  - Tông Glyptosternina
    - Creteuchiloglanis
    - Euchiloglanis
    - Exostoma
    - Glaridoglanis
    - Glyptosternon
    - Myersglanis
    - Oreoglanis
    - Parachiloglanis
    - Pareuchiloglanis
    - Pseudexostoma

  - Tông Pseudecheneidina
    - Pseudecheneis

## Phân bố
Các loài cá trong họ Sisoridae là cá nước ngọt sinh sống trong khu vực trải rộng từ Tây Nam Á, Nam Á qua Đông Nam Á, từ Thổ Nhĩ Kỳ và Syria tới miền nam Trung Quốc và Borneo, chủ yếu trong khu vực phía đông. Các loài trong phân họ Glyptosterninae phân bố trong khu vực từ Kavkaz tới Trung Quốc. Phần lớn các chi của Glyptosternina có ở Trung Quốc, trừ Myersglanis. Các loài trong nhóm Glyptosternoid có sự phân bố hạn hẹp, và nhiều loài dường như có sự phân bố rộng có thể là các phức hợp loài, với mỗi loài trong phức hợp đều có sự phân bố hạn hẹp. Trừ các loài thuộc chi Bagarius ra thì các loài cá chiên còn lại chủ yếu là cá nhỏ sinh sống trong khu vực sông suối miền núi.

## Hình ảnh

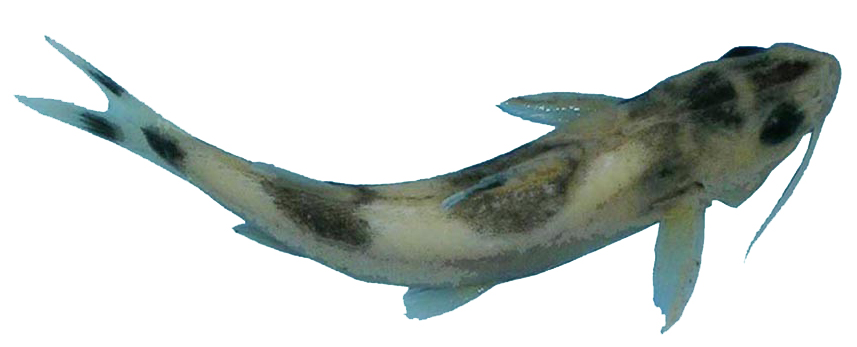
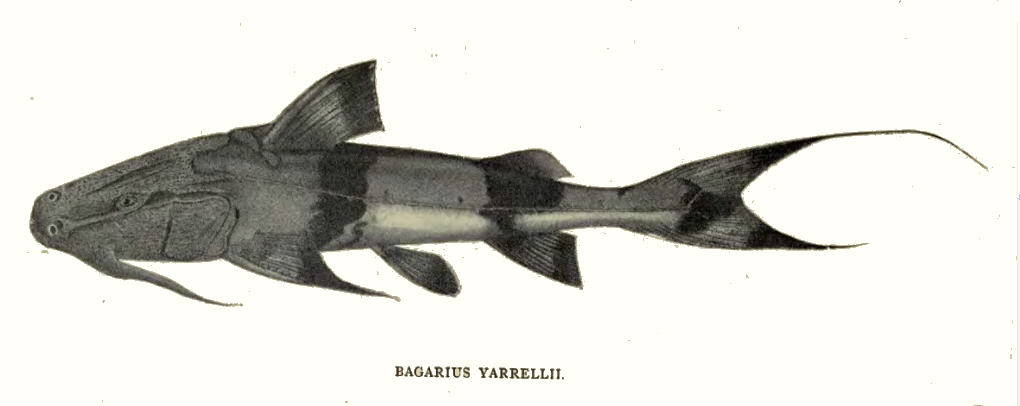
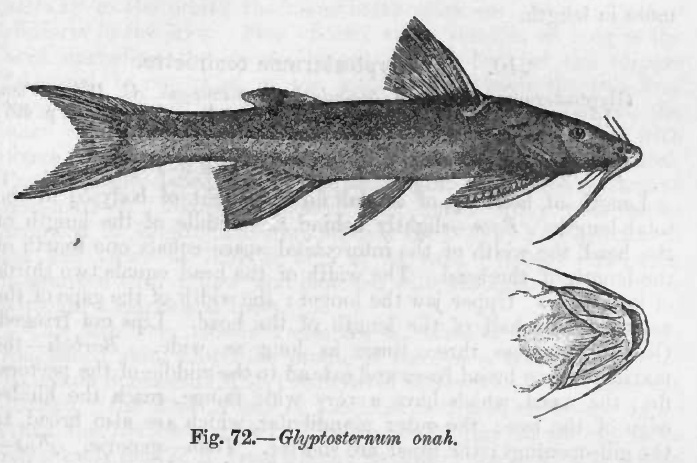